# Kultura kroglastih amfor
 Kultura kroglastih amfor, okoli 3400–2800 pred našim štetjem, je arheološka kultura na osrednjem območju poznejše kulture trakaste keramike. Nekoliko proti jugu in zahodu je mejila na badensko kulturo, na severovzhodu pa na narvijsko ali vzhodnobaltiško. Zasedala je velik del istega območja kot prejšnja kultura lijakastih čaš. Ime ji je dal Gustaf Kossinna zaradi značilne lončene keramike, kroglaste oblike posod z dvema do štirimi ročaji. Menil je, da je kultura kroglastih amfor indoevropskega izvora.

## Razširjenost
Kultura je bila na območju, ki sta ga omejevala povodje Labe na zahodu in Visla na vzhodu, segala je proti jugu do srednjega Dnestra in proti vzhodu dosegla Dneper. Zahodno od Labe so nekaj kroglastih amfor našli v megalitskih grobovih. Kulturo kroglastih amfor so našli na območju stepe in se običajno pripisuje precej pozni razširjenosti med 2950 in 2350 pr. n. št. iz Volinja in Podolja

## Gospodarstvo
Gospodarstvo je temeljilo na gojenju živine, prašičev, zlasti v zgodnji dobi, v primerjavi s kulturo lijakastih čaš, ko so gojili predvsem govedo. Naselja so bila redka in običajno imela samo majhne skupine jam. O načrtih hiš še niso izkopali prepričljivih dokazov. Menijo, da nekatera od teh naselij niso bila stalno naseljena oziroma so bila zasedena začasno.

## Grobišča
Kultura je znana predvsem iz grobov. Skeleti so bili v jami ali kamniti grobnici. Ohranjeni so različni ostanki, tudi deli živali (kot je čeljust prašiča) ali celo cele živali, npr. voli. Grobni pridatki so značilne kroglaste amfore in kamnite sekire. Našli so tudi grobove goveda, ki so pogosto v parih skupaj z raznimi darili. So pa tudi sekundarni pokopi v megalitskih grobovih.

## Razlaga
Vključitev živali v grob je po mnenju Marije Gimbutas videti kot vsiljiv kulturni element. Poznali so sati, domneva Gimbutasova, kar je tudi zelo vsiljiva kulturna prvina. Zagovorniki hipoteze teh značilnih navad pokopov in stanja menijo, da so to znaki prvih selitev Indoevropejcev v srednjo Evropo. V tej povezavi in glede na dejavnosti je bila ta kultura, trdijo, temeljna kultura germansko-baltsko-slovanskega nadaljevanja.